# Leichtathletik-Weltmeisterschaften 2003/400 m der Frauen

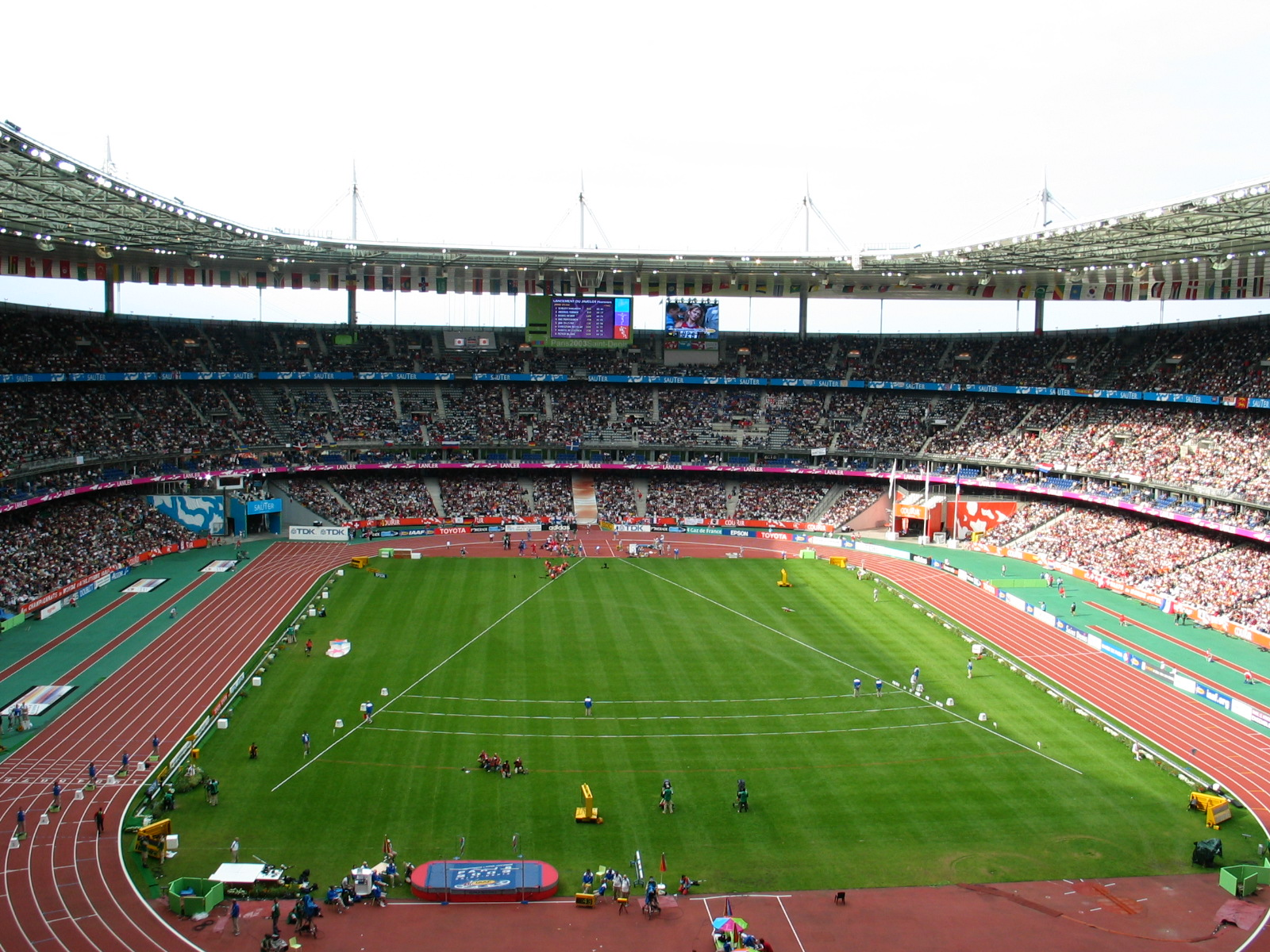
Stade de France in Paris/Saint-Denis am Schlusstag der Leichtathletik-Weltmeisterschaften

Der 400-Meter-Lauf der Frauen bei den Leichtathletik-Weltmeisterschaften 2003 wurde vom 24. bis 27. August 2003 im Stade de France der französischen Stadt Saint-Denis unmittelbar bei Paris ausgetragen.
Weltmeisterin wurde die mexikanische WM-Dritte von 2001 Ana Guevara.

Wie bei den Weltmeisterschaften 2001 und den Olympischen Spielen 2000 gewann die Jamaikanerin Lorraine Fenton Silber. 1999 war sie WM-Dritte geworden. Außerdem hatte sie mit 4-mal-400-Meter-Staffeln ihres Landes 2000 Olympiasilber, 2001 WM-Gold und 1997 WM-Bronze errungen. Auch hier in Paris gab es mit Bronze eine weitere Staffelmedaille für sie.

Den dritten Platz belegte die senegalesische Titelverteidigerin Amy Mbacké Thiam.

## Bestehende Rekorde
| Weltrekord | 47,60 s | Marita Koch           | Canberra, Australien          | 6. Oktober 1985 |
| WM-Rekord  | 47,99 s | Jarmila Kratochvílová | WM 1983 in Helsinki, Finnland | 10. August 1983 |

Der seit den ersten Weltmeisterschaften 1983 bestehende WM-Rekord blieb auch hier in Paris ungefährdet. Weltmeisterin Ana Guevara verfehlte ihn im Finale um neun Zehntelsekunden.
Es gab eine Jahresweltbestleistung und vier Landesrekorde.
- Jahresweltbestleistung:
  - 48,89 s – Ana Guevara (Mexiko), Finale am 27. August
- Landesrekorde:
  - 52,50 s – Sandrine Thiébaud-Kangni (Togo), 1. Vorlauf am 24. August
  - 52,06 s – Anna Tkach (Israel), 2. Vorlauf am 24. August
  - 52,01 s – Makelesi Batimala (Fidschi), 4. Vorlauf am 24. August
  - 1:01,74 min – Shifana Ali (Malediven), 5. Vorlauf am 24. August

## Vorrunde
Die Vorrunde wurde in fünf Läufen durchgeführt. Die ersten drei Athletinnen pro Lauf – hellblau unterlegt – sowie die darüber hinaus neun zeitschnellsten Läuferinnen – hellgrün unterlegt – qualifizierten sich für das Halbfinale.

### Vorlauf 1

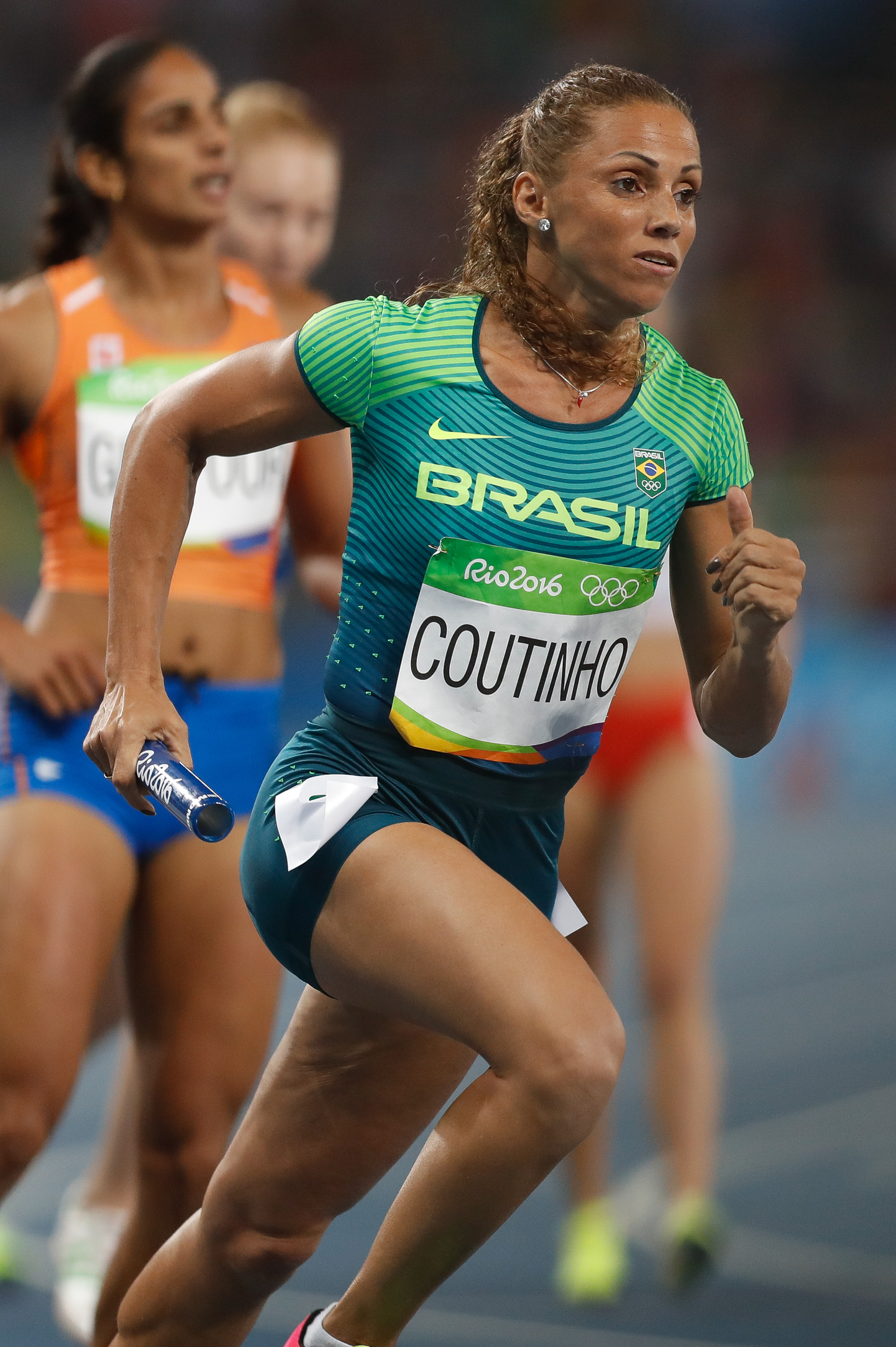
Geisa Aparecida Coutinho schied als Siebte und Letzte ihres Vorlaufs aus

24. August 2003, 11:26 Uhr
| Platz | Name                     | Nation    | Zeit       |
| ----- | ------------------------ | --------- | ---------- |
| 1     | Ana Guevara              | Mexiko    | 51,14 s    |
| 2     | Swjatlana Ussowitsch     | Belarus   | 51,39 s    |
| 3     | Olabisi Afolabi          | Nigeria   | 51,47 s    |
| 4     | Mireille Nguimgo         | Kamerun   | 51,65 s    |
| 5     | Karen Shinkins           | Irland    | 52,06 s    |
| 6     | Sandrine Thiébaud-Kangni | Togo      | 52,50 s NR |
| 7     | Geisa Aparecida Coutinho | Brasilien | 53,31 s    |

### Vorlauf 2
24. August 2003, 11:26 Uhr
| Platz | Name               | Nation         | Zeit        |
| ----- | ------------------ | -------------- | ----------- |
| 1     | Natalja Nasarowa   | Russland       | 051,09 s    |
| 2     | Christine Amertil  | Bahamas        | 051,72 s    |
| 3     | Sandie Richards    | Jamaika        | 051,86 s    |
| 4     | Antonina Jefremowa | Ukraine        | 051,91 s    |
| 5     | Anna Tkach         | Israel         | 052,06 s NR |
| 6     | DeeDee Trotter     | USA            | 052,17 s    |
| 7     | Irisca Kithouka    | Republik Kongo | 1:00,04 min |

### Vorlauf 3
24. August 2003, 11:32 Uhr
| Platz | Name                 | Nation       | Zeit        |
| ----- | -------------------- | ------------ | ----------- |
| 1     | Tonique Williams     | Bahamas      | 051,24 s    |
| 2     | Olesja Sykina        | Russland     | 051,32 s    |
| 3     | Demetria Washington  | USA          | 051,53 s    |
| 4     | Hazel-Ann Regis      | Grenada      | 051,97 s    |
| 5     | Chrysoula Goudenoudi | Griechenland | 052,33 s    |
| 6     | Solèn Désert         | Frankreich   | 052,41 s    |
| 7     | Aida Torosyan        | Armenien     | 058,02 s    |
| 8     | Wai Kuan Hoi         | Macau        | 1:00,75 min |

### Vorlauf 4
24. August 2003, 11:38 Uhr
| Platz | Name               | Nation         | Zeit       |
| ----- | ------------------ | -------------- | ---------- |
| 1     | Lorraine Fenton    | Jamaika        | 50,90 s    |
| 2     | Swetlana Pospelowa | Russland       | 51,00 s    |
| 3     | Lee McConnell      | Großbritannien | 51,67 s    |
| 4     | Makelesi Batimala  | Fidschi        | 52,01 s NR |
| 5     | Aliann Pompey      | Guyana         | 52,21 s    |
| 6     | Fatou Bintou Fall  | Senegal        | 52,35 s    |
| 7     | Eliana Pacheco     | Venezuela      | 54,32 s    |

### Vorlauf 5
24. August 2003, 11:44 Uhr
| Platz | Name             | Nation      | Zeit           |
| ----- | ---------------- | ----------- | -------------- |
| 1     | Amy Mbacké Thiam | Senegal     | 050,86 s       |
| 2     | Sanya Richards   | USA         | 051,00 s       |
| 3     | Grażyna Prokopek | Polen       | 051,36 s       |
| 4     | Ronetta Smith    | Jamaika     | 051,62 s       |
| 5     | Heide Seyerling  | Südafrika   | 052,18 s       |
| 6     | Claudia Marx     | Deutschland | 052,30 s       |
| 7     | Lilian Bwalya    | Sambia      | 056,84 s       |
| 8     | Shifana Ali      | Malediven   | 1:01,74 min NR |

## Halbfinale
Aus den drei Halbfinalläufen qualifizierten sich die jeweils ersten beiden Athletinnen – hellblau unterlegt – sowie die darüber hinaus zwei zeitschnellsten Läuferinnen – hellgrün unterlegt – für das Finale.

### Halbfinallauf 1

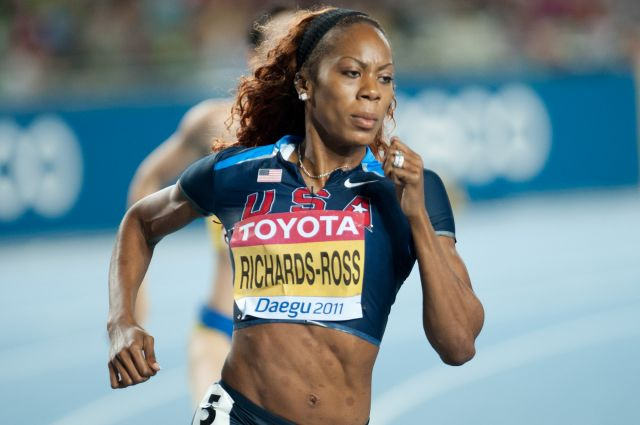
Sanya Richards – Vierte ihres Halbfinallaufs in 51,32 s und damit nicht im Finale

25. August 2003, 20:30 Uhr
| Platz | Name               | Nation         | Zeit (s) |
| ----- | ------------------ | -------------- | -------- |
| 1     | Amy Mbacké Thiam   | Senegal        | 50,78    |
| 2     | Swetlana Pospelowa | Russland       | 50,84    |
| 3     | Lee McConnell      | Großbritannien | 51,06    |
| 4     | Sanya Richards     | USA            | 51,32    |
| 5     | Olabisi Afolabi    | Nigeria        | 51,38    |
| 6     | Ronetta Smith      | Jamaika        | 51,39    |
| 7     | Heide Seyerling    | Südafrika      | 51,89    |
| 8     | Hazel-Ann Regis    | Grenada        | 51,95    |

### Halbfinallauf 2
25. August 2003, 20:37 Uhr
| Platz | Name                | Nation   | Zeit (s) |
| ----- | ------------------- | -------- | -------- |
| 1     | Tonique Williams    | Bahamas  | 50,43    |
| 2     | Lorraine Fenton     | Jamaika  | 50,45    |
| 3     | Olesja Sykina       | Russland | 50,96    |
| 4     | Demetria Washington | USA      | 51,31    |
| 5     | DeeDee Trotter      | USA      | 51,68    |
| 6     | Grażyna Prokopek    | Polen    | 51,89    |
| 7     | Makelesi Batimala   | Fidschi  | 52,27    |
| 8     | Antonina Jefremowa  | Ukraine  | 53,19    |

### Halbfinallauf 3
25. August 2003, 20:44 Uhr
| Platz | Name                 | Nation   | Zeit (s) |
| ----- | -------------------- | -------- | -------- |
| 1     | Ana Guevara          | Mexiko   | 50,68    |
| 2     | Natalja Nasarowa     | Russland | 50,92    |
| 3     | Mireille Nguimgo     | Kamerun  | 51,19    |
| 4     | Swjatlana Ussowitsch | Belarus  | 51,46    |
| 5     | Sandie Richards      | Jamaika  | 51,80    |
| 6     | Christine Amertil    | Bahamas  | 51,85    |
| 7     | Anna Tkach           | Israel   | 52,25    |
| 8     | Karen Shinkins       | Irland   | 52,74    |

## Finale

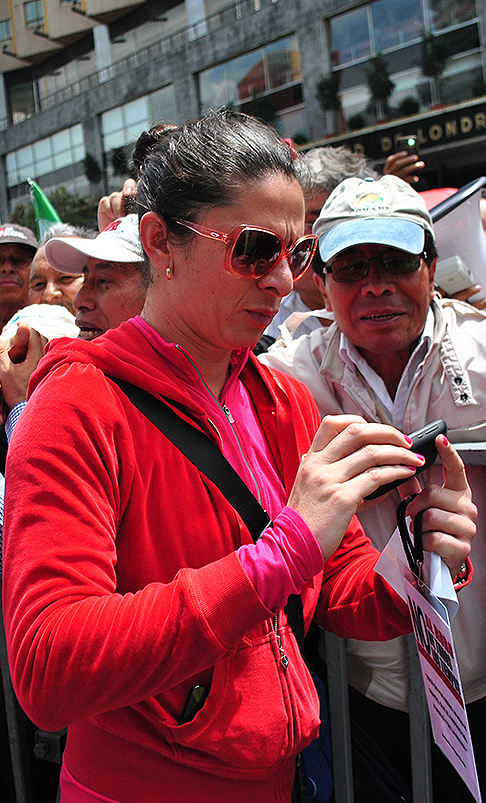
Ana Guevara – nach WM-Rang drei 2001 wurde sie nun Weltmeisterin

27. August 2003, 21:50 Uhr
| Platz | Name               | Nation         | Zeit (s) |
| ----- | ------------------ | -------------- | -------- |
| 1     | Ana Guevara        | Mexiko         | 48,89 WL |
| 2     | Lorraine Fenton    | Jamaika        | 49,43    |
| 3     | Amy Mbacké Thiam   | Senegal        | 49,95    |
| 4     | Natalja Nasarowa   | Russland       | 49,98    |
| 5     | Tonique Williams   | Bahamas        | 50,38    |
| 6     | Olesja Sykina      | Russland       | 50,59    |
| 7     | Lee McConnell      | Großbritannien | 51,07    |
| 8     | Swetlana Pospelowa | Russland       | 51,30    |

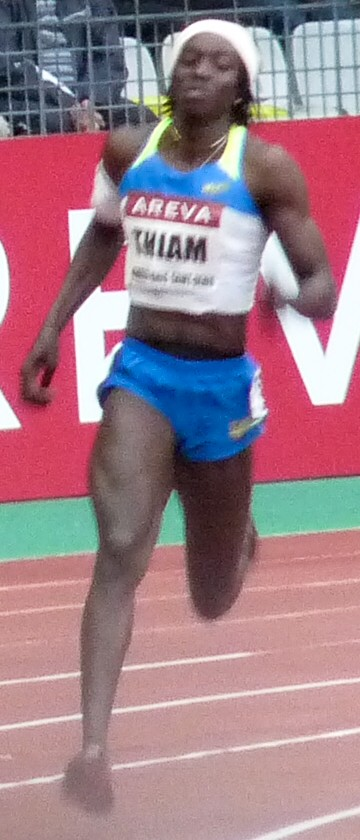
Bronze für Titelverteidigerin Amy Mbacké Thiam
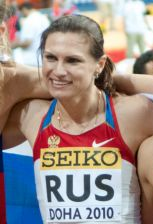
Die viertplatzierte Natalja Nasarowa
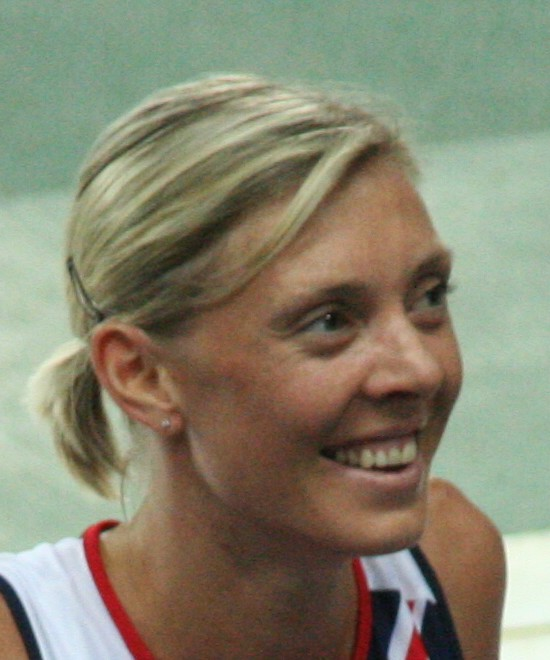
Rang sieben für Lee McConnell

## Video
- Mudial de Atletismo 2003: Ana Guevara medalla de Oro 400m mujeres, Video veröffentlicht am 7. Oktober 2016 auf youtube.com, abgerufen am 13. September 2020